# 山塔努·納拉延
山塔努·納拉延（英語：Shantanu Narayen，1963年5月27日—）是一位印度裔美國企業主管。他於2007年12月起擔任Adobe的董事長、總裁和執行長。在此之前，他於2005年起擔任該公司的總裁和營運長。

## 早年生活和教育
納拉延在印度海德拉巴一個說泰盧固語的家庭中長大，他是教美國文學的母親和經營一家塑料公司的父親的第二個兒子。他就讀於海德拉巴公立學校。
他在海德拉巴的奧斯馬尼亞大學工程學院獲得電子和通訊工程學士學位。他移居美國完成學業，並於1986年獲得俄亥俄州鮑林格林州立大學的計算機科學碩士學位。後來他獲得加州大學柏克萊分校哈斯商學院的工商管理碩士學位。

## 職業生涯

### 早期生涯
1986年，納拉延加入矽谷一家名為Measurex自動化系統的初創公司，該公司為汽車和電子客戶製造計算機控制系統。之後他轉到蘋果公司，並於1989年至1995年在那裡擔任高級管理職位。
在蘋果公司之後，他擔任硅谷图形公司的桌面和協作產品總監。1996年，他與他人共同創辦Pictra公司，該公司開創了通過網際網路分享數位照片的概念。

### Adobe
納拉延於1998年加入Adobe，擔任全球產品開發的高級副總裁，他一直擔任這個職位到2001年。2001年至2005年，他是全球產品的執行副總裁
2005年，他被任命為總裁和營運長。

#### 執行長
2007年11月，Adobe宣布布魯斯·奇曾將於2007年12月1日起卸任執行長，並由納拉延接任。
作為執行長，納拉延領導了公司的轉型，將其創意和數位文檔軟體專營權——包括Photoshop、Premiere Pro和Acrobat/PDF等旗艦程序——從桌面轉移到雲端。此外，在他擔任執行長期間，Adobe已經進入數位體驗領域，這一擴張始於2009年公司對Omniture的收購。
2018年，Adobe的市值超過1,000億美元，並首次進入財富400強，並在《富比士》最具創新力公司名單中排名第13位。

## 榮譽
2011年5月，納拉延獲得母校鮑林格林州立大學的名譽博士學位。
2011年，美國總統巴拉克·歐巴馬任命他為管理諮詢委員會成員。
納拉延是輝瑞公司董事會的獨立董事長，也是美國-印度戰略夥伴關係論壇的副主席。
2018年，納拉延在《财富》雜誌的「年度商業人物」名單中排名第12位，並被印度《經濟時報》視為2018年「年度全球印度人」。
2019年，他被授予印度蓮花士勳章。

## 個人生活
納拉延居住於加利福尼亞州帕羅奧圖。1980年代中期，他在鮑林格林州立大學時認識了他的妻子雷尼·納拉延（Reni Narayen）；她擁有臨床心理學博士學位。他們有兩個兒子。
納拉延曾經代表印度參加過亞洲帆船賽。他和薩蒂亞·納德拉還投資了美國板球大聯盟，由美國板球企業（ACE）主辦。

## 外部連結
- Adobe.com: Shantanu Narayen （页面存档备份，存于）